# Declaration Tour
 (novembre 2015).
Declaration Tour est la première tournée solo de l'auteur, compositeur et interprète  David Cook, qui a atteint la gloire après avoir remporté la septième saison d'American Idol édition 2008.

## Contexte
La tournée vient soutenir l'album éponyme/platine de David Cook.  La tournée appelée Déclaration, tout comme le premier extrait de l'album, débute le 13 février 2009 à Tallahassee, en Floride suivi de l'apparition de Cook au Walt Disney World Resort's The American Idol Experience attraction.  La tournée qui devait originellement se terminer le 25 avril s'est vu prolongée jusqu'en décembre 2009.

À cette occasion, David Cook a déclaré : 

« Je suis plus qu'excité à l'idée de prendre la route pour défendre cet album. Cette tournée représente à la fois un recommencement et un retour en forme pour moi. C'est notre première tournée complète, et nous sommes tous prêts à verser tout le sang, toute la sueur, et toutes les larmes que nous pourrons rassembler pour faire de ce show et de tous ceux qui suivront, une expérience, une aventure pour nous. Ressortir cette idée de faire la tournée des collèges fait partie de cette aventure. Il y a quelque chose de fondamentalement nostalgique dans la réalisation de shows dans les collèges. Il y a eu tant de performances extraordinaires qui l'ont illustré que c'est vraiment sympa de pouvoir faire revivre cet idéal, même à petite échelle. En plus, faire la tournée en car est bien mieux que ce que nous avions l'habitude de faire, où on faisait rentrer tant bien que mal cinq bonshommes dans un minibus pour sept, pour aller donner un seul spectacle à 13 heures de route d'ici. »

David Cook est initialement accompagné dans cette tournée par les musiciens Neal Tiemann (guitare lead, chant secondaire), Andy Skib (guitare rythmique, clavier, chant secondaire), Kyle Peek (percussions, chant secondaire), et Joey Clement (guitare basse). Clement a cependant été remplacé par Monty Anderson le 27 juillet 2009 pour le reste de la tournée.

## Groupes de première partie
- Ryan Star[4]
- Needtobreathe
- Green River Ordinance
- Matt Nathanson
- Gin Blossoms
- Crash Kings
- Tonic
- The Script
- Hot Chelle Ra

D'autres musiciens qui ont fait la première partie de David Cook inclus ses amis de Tulsa Bryan Jewett et Phil Marshall.

## Set list

### Ryan Star
(Les chansons varies d'un concert à l'autre mais sont sélectionnées dans cette liste)
1. Brand New Day
2. Right Now
3. 11:59
4. Breathe
5. Last Train Home
6. Back of Your Car
7. Psycho Suicidal Girls
8. Somebody's Son
9. Take A Ride
10. Famous Yet
11. Sink Or Swim
12. So Ordinary
13. The One You Know
14. Everybody Knows

### David Cook
(Les chansons varies d'un concert à l'autre mais sont sélectionnées dans cette liste)
1. Heroes
2. We're Only Honest When We're Sleeping
3. Mr. Sensitive
4. Breathe Tonight
5. Little Lies (Fleetwood Mac cover)
6. Lie
7. Declaration
8. My Last Request
9. Permanent
10. Make Me (MWK cover)
11. Kiss on the Neck/Hotel California snippet
12. Straight Ahead Analog Heart
13. I Did It for You
14. Billie Jean (Michael Jackson cover. American Idol)
15. Avalanche
16. Come Back to Me
17. Life on the Moon
18. Hot for Teacher (Van halen cover)
19. Livin' on a Prayer (Bon Jovi cover. Audition American Idol)
20. Anodyne (MWK cover)
21. Light On
22. Hunger Strike (Temple of the Dog cover)
23. Man in the Box (Alice in Chains cover)
24. The Truth Analog Heart
25. The World I Know (Collective Soul cover. American Idol)
26. Souvenir
27. Always Be My Baby (Mariah Carey. American Idol)
28. Silver Analog Heart
29. Bar-ba-sol
30. A Daily AntheM
31. Shattered Dreams (Johnny Hates Jazz cover)
32. Til I'm Blue (MWK cover)
33. (I Just) Died in Your Arms (Cutting Crew cover)
34. Make Believe
35. My Hero (Foo fighter cover)
36. Every Day Is Exactly the Same (Alice in Chains cover)

## Dates de la tournée
| Date                   | Place                  | Lieu                                        | Notes supplémentaires         |
| ---------------------- | ---------------------- | ------------------------------------------- | ----------------------------- |
| Vendredi, 13 février   | Tallahasee, FL         | Club Downunder at FSU                       | —                             |
| Samedi, 14 février     | Biloxi, MS             | Beau Rivage                                 | —                             |
| Dimanche, 15 février   | Oxford, MS             | University of Mississippi (Ole Miss)        | —                             |
| Mercredi, 18 février   | Eau Claire, WI         | University of Wisconsin                     | —                             |
| Jeudi, 19 février      | Cedar Falls, IA        | University of Northern Iowa                 | —                             |
| Vendredi, 20 février   | Green Bay, WI          | University of Wisconsin - Green Bay         | —                             |
| Samedi, 21 février     | Valparaiso, IN         | Valparaiso University                       | —                             |
| Lundi, 23 février      | Waverly, IA            | Wartburg College                            | —                             |
| Mardi, 24 février      | Fullton, MO            | Westminster College                         | —                             |
| Mercredi, 25 février   | Conway, AR             | University of Central Arkansas              | —                             |
| Vendredi, 27 février   | Portsmouth, OH         | Shawnee State University                    | —                             |
| Dimanche, 1er mars     | Newburgh, NY           | Mount St. Mary College                      | —                             |
| Lundi, 2 mars          | Brookville, NY         | CW Post - LIU                               | Clientèle étudiante seulement |
| Mardi, 3 mars          | Carlisie, PA           | Dickinson College                           | —                             |
| Vendredi, 6 mars       | Morgantown, WV         | West Virginia University                    | —                             |
| Samedi, 7 mars         | Glassboro, NJ          | Rowan University                            | Clientèle étudiante seulement |
| Dimanche, 8 mars       | Willimantic, CT        | Eastern Connecticut State University        | Clientèle étudiante seulement |
| Mardi, 10 mars         | Poughkeepsie, NY       | Marist College                              | —                             |
| Mercredi, 11 mars      | Brockport, NY          | SUNY Brockport                              | Clientèle étudiante seulement |
| Vendredi, 13 mars      | Niagara Falls, NY      | Seneca Niagara Casino                       | —                             |
| Samedi, 14 mars        | Elkins, WV             | Davis and Elkins College                    | —                             |
| Lundi, 16 mars         | Bloomsburg, PA         | Bloomsburg University                       | —                             |
| Mardi, 19 mars         | Mansfield, PA          | Mansfield University                        | —                             |
| Vendredi, 20 mars      | Atlantic City, NJ      | Borgata Hotel Casino                        | —                             |
| Samedi, 21 mars        | Atlantic City, NJ      | Borgata Hotel Casino                        | —                             |
| Lundi, 23 mars         | Selinsgrove, PA        | Susquehanna University                      | Clientèle étudiante seulement |
| Mardi, 24 mars         | York, PA               | Penn State York                             | —                             |
| Jeudi, 26 mars         | Buies Creek, NC        | Campbell University                         | —                             |
| Vendredi, 27 mars      | Pemberton, NJ          | Burlington County College                   | —                             |
| Samedi, 28 mars        | Williamsburg, Virginia | College of William and Mary                 | Clientèle étudiante seulement |
| Lundi, 30 mars         | New London, NH         | Colby Sawyer College                        | ANNULÉ                        |
| Mardi, 31 mars         | New Haven, CT          | So. CT State                                | ANNULÉ                        |
| Jeudi, 2 avril         | Wilmington, NC         | Azalea Fest at Wilmington University        | —                             |
| Vendredi, 3 avril      | Towson, MD             | Towson University                           | Clientèle étudiante seulement |
| Samedi. 4 avril        | Lewisburg, PA          | Bucknell University                         | —                             |
| Dimanche, 5 avril      | Radford, VA            | Radford University                          | —                             |
| Mardi, 7 avril         | Columbia, SC           | University of South Carolina                | Clientèle étudiante seulement |
| Mercredi, 8 avril      | Macon, GA              | Mercer University                           | —                             |
| Vendredi, 10 avril     | Knoxville, TN          | The Square Room                             | —                             |
| Samedi, 11 avril       | Memphis, TN            | Minglewood Hall                             | —                             |
| Lundi, 13 avril        | Joliet, Illinois       | University of St. Francis                   | Clientèle étudiante seulement |
| Mardi, 14 avril        | Macomb, IL             | Western Illinois University                 | —                             |
| Lundi, 20 avril        | Tyler, Texas           | University of Texas                         | Clientèle étudiante seulement |
| Mardi, 21 avril        | Searcy, AR             | Harding University                          | —                             |
| Mercredi, 22 avril     | Kansas City, MO        | Ameristar Casino                            | —                             |
| Vendredi, 24 avril     | Omaha, NE              | Creighton University                        | Clientèle étudiante seulement |
| Samedi, 25 avril       | Tulsa, OK              | University of Tulsa                         | —                             |
| Lundi, 27 avril        | Rolla, MO              | Missouri University of Science & Technology | —                             |
| Mardi, 28 avril        | Warrensburg, MO        | University of Central Missouri              | —                             |
| Mercredi, 29 avril     | Little Rock, AR        | Revolution Music Room                       | —                             |
| Vendredi, 1er mai      | Gainesville, FL        | Common Grounds                              | —                             |
| Samedi, 2 mai          | West Palm Beach, FL    | Sunfest                                     | —                             |
| Lundi, 4 mai           | Athens, GA             | Georgia Theatre                             | —                             |
| Mardi, 5 mai           | Louisville, KY         | Headliners Music Club                       | —                             |
| Mercredi, 6 mai        | Perrysburg, OH         | Owens Community College                     | REPORTÉ 8/9/09                |
| Vendredi, 8 mai        | Akron, OH              | Musica                                      | —                             |
| Samedi, 16 mai         | Pasay, Philippines     | Mall of Asia Concert Grounds                | avec David Archuleta          |
| Vendresi, 22 mai       | New York, NY           | New York University                         | —                             |
| Samedi, 23 mai         | Northampton, MA        | Pearl Street Night Club                     | —                             |
| Dimanche, 24 mai       | New Haven, CT          | Toads Place                                 | —                             |
| Mardi, 26 mai          | Elyria, OH             | Lorain County Community College             | —                             |
| Mercredi, 27 mai       | Springfield, OH        | Clark State Community College               | —                             |
| Jeudi, 28 mai          | Newark, OH             | Ohio State University at Newark             | —                             |
| Samedi, 30 mai         | Virginia Beach, VA     | The Patriotic Festival                      | —                             |
| Dimanche, 31 ami       | Carrboro, NC           | Cat's Cradle                                | —                             |
| Jeudi, 18 juin         | Del Mar, CA            | San Diego County Fair                       | —                             |
| Samedi, 20 juin        | Bonner Springs, KS     | Capitol Federal Park                        | —                             |
| Dimanche, 21 juin      | Wichita, KS            | The Cotillion                               | —                             |
| Mardi, 23 juin         | Tulsa, OK              | Cain’s Ballroom                             | —                             |
| Mercredi, 24 juin      | Oklahoma City, OK      | Diamond Ballroom                            | —                             |
| Vendredi, 26 juin      | Denver, CO             | Ogden Theater                               | —                             |
| Samedi, 27 juin        | Aspen, CO              | Belly Up                                    | —                             |
| Dimanche, 28 juin      | Beaver Creek, CO       | Vilar Center For The Arts                   | —                             |
| Mardi, 30 juin         | Santa Fe, NM           | Lensic Performing Arts Center               | —                             |
| Mercredi, 1er juillet  | Amarillo, TX           | Midnight Rodeo & Piranha Room               | —                             |
| Vendredi, 3 juillet    | Thackerville, OK       | Winstar Casino                              | —                             |
| Samedi, 4 juillet      | Baton Rouge, LA        | Dixie Landin’ Theme Park                    | —                             |
| Dimanche, 5 juillet    | Galveston, TX          | Moody Gardens                               | —                             |
| Mardi, 7 juillet       | New Orleans, LA        | House Of Blues                              | —                             |
| Mercredi, 8 juillet    | Chattanooga, TN        | Convention Center                           | —                             |
| Vendredi, 10 juillet   | Lansing, MI            | Common Ground Music Festival                | —                             |
| Samedi, 11 juillet     | Chesaning, MI          | Chesaning Showboat Music Festival           | —                             |
| Dimanche, 12 juillet   | Chicago, IL            | House Of Blues                              | —                             |
| Mercredi, 15 juillet   | Duluth, MN             | Entertainment & Convention Center           | —                             |
| Jeudi, 16 juillet      | Des Moines, IA         | Simon Estes Amphitheater                    | —                             |
| Vendredi, 17 juillet   | Sioux City, IA         | Orpheum Theater                             | —                             |
| Dimanche, 19 juillet   | Indianapolis, IN       | The Egyptian Room                           | —                             |
| Lundi, 20 juillet      | Covington, KY          | Madison Theater                             | —                             |
| Mercredi, 22 juillet   | Mahomen, MN            | Shooting Star Casino                        | —                             |
| Jeudi, 23 juillet      | West Bend, WI          | Washington County Fair                      | —                             |
| Vendredi, 24 juillet   | Prior Lake, MN         | Mystic Lake Casino                          | —                             |
| Samedi, 25 juillet     | Monticello, IA         | Great Jones County Fair                     | —                             |
| Lundi, 27 juillet      | Harrington, DE         | Delaware State Fair                         | —                             |
| Mercredi, 29 juillet   | Washington, D.C.       | Birchmere Theater                           | —                             |
| Jeudi, 30 juillet      | Sayreville, NJ         | Starland Ballroom                           | —                             |
| Vendredi, 31 juillet   | Philadelphia, PA       | Keswick Theater                             | —                             |
| Samedi, 1er août       | Ledyard, CT            | MGM Grand at Foxwoods                       | —                             |
| Lundi, 3 août          | Bethelem, PA           | Musikfest                                   | —                             |
| Mardi, 4 août          | Millvale, PA           | Mr. Smalls Theater                          | —                             |
| Jeudi, 6 août          | New York, NY           | Nokia Theater                               | —                             |
| Samedi, 8 août         | Columbus, OH           | Ohio State Fair                             | —                             |
| Dimanche, 9 août       | Perrysburg, OH         | Owens Community College                     | —                             |
| Mercredi, 12 août      | Ventura, CA            | Ventura County Fair                         | —                             |
| Vendredi, 14 août      | Knoxville, TN          | Tennessee Theatre                           | —                             |
| Samedi, 15 août        | Lewisburg, WV          | State Fair of West Virginia                 | —                             |
| Jeudi, 20 août         | Lancaster, CA          | Antelope Valley Fair                        | —                             |
| Vendredi, 21 août      | Sacramento, CA         | California State Fair                       | —                             |
| Dimanche, 23 août      | Yakima, WA             | The Capitol Theatre                         | —                             |
| Lundi, 24 août         | Seattle, WA            | Showbox Sodo                                | —                             |
| Mardi, 25 août         | Spokane, WA            | Knitting Factory                            | —                             |
| Jeudi, 27 août         | Casper, WY             | Casper Events Center                        | —                             |
| Samedi, 29 août        | Mitchell, SD           | Corn Palace                                 | —                             |
| Dimanche, 30 août      | Fargo, ND              | The Venue At The Hub                        | —                             |
| Mardi, 1er septembre   | Billings, MT           | Shrine Auditorium                           | —                             |
| Mercredi, 2 septembre  | Idaho Falls, Idaho     | Civic Auditorium                            | —                             |
| Jeudi, 3 septembre     | Missoula, MT           | Wilma Theatre                               | —                             |
| Samedi, 5 septembre    | Salem, OR              | Oregon State Fair                           | —                             |
| Mardi, 8 septembre     | San Francisco, CA      | The Fillmore                                | —                             |
| Mercredi, 9 septembre  | Los Angeles, CA        | Henry Fonda Theatre                         | —                             |
| Jeudi, 10 septembre    | San Diego, CA          | Spreckles Theater                           | —                             |
| Mardi, 15 septembre    | Allegan, MI            | Allegan County Fair                         | —                             |
| Jeudi, 17 septembre    | Cleveland, OH          | House Of Blues                              | —                             |
| Vendredi, 18 septembre | York, PA               | York Fair                                   | —                             |
| Dimanche, 20 septembre | Newport Beach, CA      | Taste of Newport                            | —                             |
| Samedi, 26 septembre   | Atlantic City, NJ      | Borgata Hotel Casino                        | —                             |
| Dimanche, 27 septembre | Union, NJ              | Wilkins Theater, Kean University            | —                             |
| Lundi, 28 septembre    | Bloomsburg, PA         | Bloomsburg Fair                             | —                             |
| Vendredi, 2 octobre    | Montreal, QC           | Metropolis                                  | —                             |
| Samedi, 3 octobre      | Ottawa, ON             | Ritual Nightclub                            | —                             |
| Vendredi, 9 octobre    | Clifton Park, NY       | Northern Lights                             | —                             |
| Samedi, 10 octobre     | Providence, RI         | Lupo's Heartbreak Hotel                     | —                             |
| Dimanche, 11 octobre   | Charlottesville, VA    | The Paramount                               | —                             |
| Mardi, 13 octobre      | Richmond, VA           | The National                                | —                             |
| Jeudi, 15 octobre      | Myrtle Beach, SC       | House of Blues                              | —                             |
| Vendredi, 16 octobre   | Greensboro, NC         | N Club                                      | —                             |
| Samedi, 17 octobre     | Columbia, SC           | South Carolina State Fair                   | —                             |
| Dimanche, 18 octobre   | Perry, GA              | Georgia National Fair                       | —                             |
| Mardi, 3 novembre      | Phoenix, AZ            | Arizona State Fair                          | —                             |
| Mercredi, 4 novembre   | El Paso, TX            | Club 101                                    | —                             |
| Vendredi, 6 novembre   | Shawnee, OK            | Firelake Grand Casino                       | —                             |
| Samedi, 7 novembre     | Houston, TX            | Warehouse Live                              | —                             |
| Dimanche, 8 novembre   | Dallas, TX             | Palladium Ballroom                          | —                             |
| Mardi, 10 novembre     | St. Louis, MO          | The Pageant                                 | —                             |
| Mercredi, 11 novembre  | Milwaukee, WI          | Riverside Theater                           | —                             |
| Jeudi, 12 novembre     | Friant, CA             | Table Mountain Casino                       | —                             |
| Samedi, 14 novembre    | Windsor, ON            | Caesars Windsor Casino                      | —                             |
| Lundi, 16 novembre     | Orillia, ON            | Casino Rama                                 | —                             |
| Mercredi, 18 novembre  | Hammond, IN            | The Venue at Horseshoe                      | —                             |
| Jeudi, 19 novembre     | Peoria, IL             | Peoria Civic Center                         | —                             |
| Vendredi, 20 novembre  | Elizabeth, IN          | Horseshoe Southern Indiana                  | —                             |
| Lundi, 23 novembre     | Atlanta, GA            | Tabernacle                                  | —                             |
| Mardi, 24 novembre     | Mobile, AL             | Saenger Theatre                             | —                             |
| Vendredi, 27 novembre  | St. Petersburg, FL     | Mahaffey Theater                            | —                             |
| Samedi, 28 novembre    | Orlando, FL            | Hard Rock Live                              | —                             |
| Dimanche, 29 novembre  | Davie, FL              | Arena at D. Taft University Center          | —                             |
| Mardi, 1er décembre    | Charlotte, NC          | The Fillmore                                | —                             |
| Mercredi, 2 décembre   | Norfolk, VA            | Old Dominion University Convocation Center  | ANNULÉ                        |
| Mercredi, 30 décembre  | Temecula, CA           | Pechanga Resort & Casino                    |                               |
| Jeudi, 31 décembre     | Temecula, CA           | Pechanga Resort & Casino                    |                               |